# Kelly Reilly
Jessica Kelly Siobhán Reilly, född 18 juli 1977 i Chessington, Royal Borough of Kingston upon Thames, England, är en brittisk skådespelare. Hon har bland annat haft roller i Den spanska lägenheten (2002) och Sherlock Holmes (2009). I serien Yellowstone gör Reilly en stor roll som dotter till John Dutton, spelad av Kevin Costner.

## Utmärkelser
Kelly Reilly blev som 26-åring yngsta kvinnan att nomineras för en Laurence Olivier Award för bästa skådespelerska år 2003. Nomineringen var för hennes prestation i pjäsen After Miss Julie av Patrick Marber, som är en tolkning av August Strindbergs Fröken Julie. Hon belönades med en utmärkelse för bästa nykomling, Trophée Chopard, vid filmfestivalen i Cannes år 2005. År 2012 fick hon utmärkelsen Spotlight Award vid filmfestivalen i Hollywood för sin roll som Nicole i filmen Flight.

## Filmografi i urval
- 2001 – Sista beställningen
- 2002 – Den spanska lägenheten
- 2005 – Stolthet & fördom
- 2005 – Förälskad, förvirrad
- 2006 – A for Andromeda
- 2008 – Eden Lake
- 2009–2012 – Kommissarie Anna Travis (TV-serie)
- 2009 – Sherlock Holmes
- 2011 – Sherlock Holmes: A Game of Shadows
- 2012 – Flight
- 2014 – Heaven is for real
- 2014 – Calvary
- 2015 – True Detective (TV-serie)
- 2021 – Eight for Silver
- 2023 – Mord i Venedig
- 2024 – Here
- 2018–2024 – Yellowstone (TV-serie)